# 康泞
康泞（？—？），號劍渾，山西興縣人。清朝官員。

## 生平
嘉慶十年（1805年），康泞中式乙丑科三甲六十六名進士。署四川閬中縣知縣。嘉靖十二年（1534年），曾建保宁府学明伦堂及附属諸先贤祠。嘉慶十五年（1810年）歷任大足縣知縣、南川縣知縣。